# Stephen Wolfram
Stephen Wolfram (Londra, 29 agosto 1959) è un fisico e matematico britannico, noto per i contributi nella fisica delle particelle, teoria della complessità, automi cellulari e algebra simbolica. È altresì noto per essere il fondatore di Wolfram Research Inc. e uno dei principali ispiratori e sviluppatori dell'ambiente di calcolo Mathematica.

## Giovinezza
Suo padre, Hugo Wolfram, era uno scrittore, mentre sua madre, Sybil Wolfram, era una professoressa di filosofia all'Università di Oxford. Wolfram frequentò prima la Dragon School di Oxford, quindi l'Eton College. Spesso descritto come ragazzo prodigio, egli pubblicò un articolo sulla fisica delle particelle quando aveva appena 16 anni e fu ammesso al St John's College dell'Università di Oxford all'età di 17 anni. A 20 anni conseguì il dottorato di ricerca in fisica delle particelle, presso il Caltech, dove entrò a far parte del corpo docente.
Il suo lavoro con Geoffrey Fox sulla teoria dell'interazione forte è tuttora usato nella fisica sperimentale delle particelle.

## Carriera
Ha condotto lo sviluppo del sistema di algebra computazionale SMP (Symbolic Manipulation Program: essenzialmente, SMP fu la versione Zero di Mathematica) nel dipartimento di fisica al Caltech tra il 1979 e il 1981, ma una disputa sui diritti sulle proprietà intellettuali dell'SMP (brevetti/diritti d'autore, e coinvolgimento della facoltà in iniziative commerciali) causarono infine le sue dimissioni dal Caltech. SMP fu ulteriormente sviluppato e commercializzato dalla Inference Corp. di Los Angeles tra il 1983 e il 1988. Nel 1981 fu conferita a Wolfram la MacArthur Fellowship. Nel 1983 egli abbandonò per la Scuola delle Scienze Naturali dell'Istituto di Studi Avanzati di Princeton, dove studiò gli automi cellulari, principalmente tramite simulazione a computer.

## Mathematica
Nel 1986 Wolfram lasciò l'Istituto di Studi Avanzati per l'Università dell'Illinois all'Urbana-Champaign dove fondò il suo Centro per Sistemi di Ricerca Complessi e cominciò a sviluppare il sistema di algebra computazionale Mathematica, che venne pubblicato nel 1988, quando lasciò l'accademia. Nel 1987, insieme a Theodore Gray, fondò la società Wolfram Research, che continuò a migliorare il programma e a venderlo con successo. Stephen Wolfram ne è rimasto il maggior azionista.

## A New Kind of Science
Dal 1992 al 2002, Wolfram lavorò al controverso libro A New Kind of Science (NKS), che mostra uno studio empirico di sistemi computazionali molto semplici. Vi si sostiene, inoltre, che questo tipo di sistemi, piuttosto che la matematica tradizionale, risulta estremamente efficace per capire la complessità della natura e definirne dei modelli.
Sin dalla realizzazione di NKS nel 2002, Wolfram ha suddiviso il suo tempo tra lo sviluppo di Mathematica e la divulgazione di NKS, tenendo discorsi, partecipando a conferenze e promuovendo una scuola estiva a tema.
Nel 2009 annuncia la nascita di un grande progetto, da lui definito rivoluzionario, il motore di ricerca Wolfram Alpha.
Nel 2015 lancia il progetto di riconoscimento delle immagini Imageidentify.